# Gabriela Tafur
Gabriela Tafur (Tên đầy đủ: Gabriela Tafur Náder) là một luật sư, người mẫu và người đạt danh hiệu cuộc thi sắc đẹp người Colombia, người đã đăng quang Hoa hậu Conlombia 2018/2019. Cô đại diện Colombia tại Hoa hậu Hoàn vũ 2019 và lọt vào Top 5.

## Đầu đời và giáo dục
Tafur sinh ra ở Cali vào ngày 7 tháng 7 năm 1995 với cha mẹ là Octavio Tafur và Olga Liliana Náder. Cô ấy là người gốc Lebanon (bên mẹ cô ấy); ông nội của cô là người gốc Charlton, Quận Aley ở Lebanon, và nhập cư đến Colombia trong Nội chiến Liban. Năm bốn tuổi, cô bắt đầu chơi violin khi theo học tại Học viện Arboleda.
Sau khi tốt nghiệp trường Colegio Bolivar ở Cali, Tafur chuyển đến Bogotá để học luật tại Đại học Los Andes, nơi cô tốt nghiệp kiêm cử nhân. Sau khi tốt nghiệp, cô làm luật sư trong bộ phận pháp lý của Microsoft Colombia, và cũng là điều phối viên cho chuyên ngành luật thương mại tại Đại học Los Andes.

## Sự nghiệp
Tafur bắt đầu sự nghiệp người mẫu của mình khi còn là một thiếu niên vào năm 2009, sau khi được chọn tham gia một chương trình người mẫu tại quê hương Cali của cô. Chương trình này đã đưa Tafur bắt đầu sự nghiệp người mẫu chuyên nghiệp.

## Tham gia cuộc thi sắc đẹp

### Hoa hậu Colombia 2018
Năm 2018, Tafur tham gia cuộc thi Hoa hậu Colombia 2018 tại Cartagena, Colombia. Cuối cùng, cô được ca ngợi là người chiến thắng và được trao vương miện bởi Valeria Morales. Tafur đã giành được hai danh hiệu phụ trong cuộc thi: Hoa hậu đúng giờ Bulova và Nữ hoàng cảnh sát. Với chiến thắng của mình, Tafur đã trở thành người chiến thắng Hoa hậu Colombia thứ mười hai đến từ Valle Departamento, bộ phận thành công nhất trong số những người có danh hiệu Hoa hậu Colombia.

#### Hoa hậu Hoàn vũ 2019
Tafur đại diện cho Colombia tại cuộc thi Hoa hậu Hoàn vũ 2019 và lọt vào Top 5 chung cuộc cùng với Paweensuda Drouin của Thái Lan.